# ساختمان مستقل

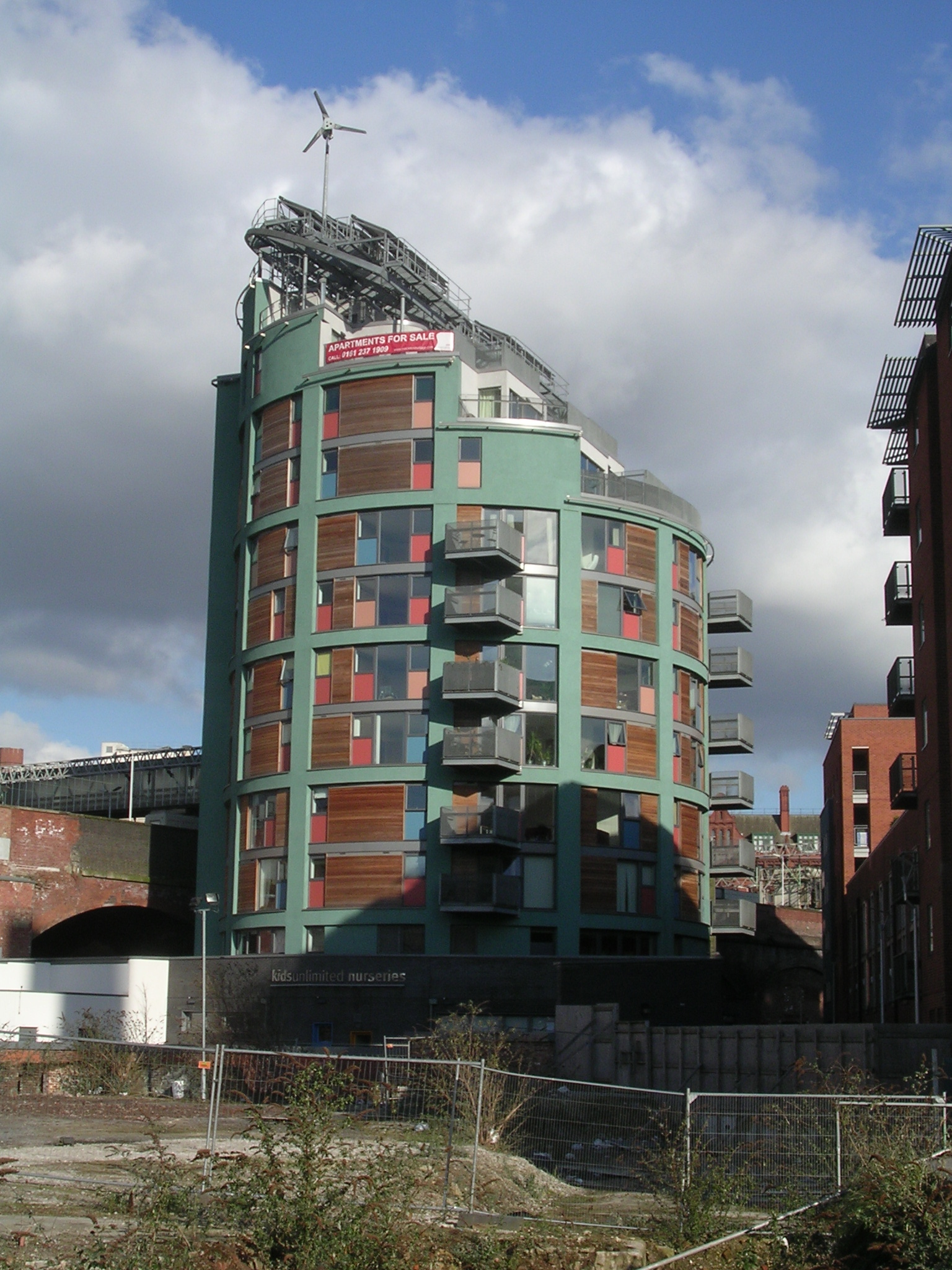
یک ساختمان مستقل، ساختمانی است که طوری طراحی شده که بتواند به‌طور مستقل از سرویس‌های پشتیبان زیرساخت مانند شبکهٔ برق، گاز، شهرداری، سیستم‌های دفع فاضلاب، زهکش‌های طوفان، سرویس‌های ارتباطی و در برخی موارد جاده‌های عمومی کار کند.

یک ساختمان مستقل ساختمانی است که طوری طراحی شده که بتواند به‌طور مستقل از سرویس‌های پشتیبان زیرساخت مانند شبکهٔ برق، گاز، شهرداری، سیستم‌های دفع فاضلاب، زهکش‌های طوفان، سرویس‌های ارتباطی و در برخی موارد جاده‌های عمومی کار کند.
طرفداران ساختمان خودمختار مزایای آن را شامل کاهش اثرات محیطی، افزایش امنیت و هزینه مالکیت کمتر می‌دانند. برخی مزایای ذکر شده بیشتر از ساختمان خودمختار، اصول ساختمان سبز را برآورده می‌کنند (پایین را ببینید). ساختمان‌های خارج از شبکه معمولاً چندان به خدمات شهری تکیه ندارند و بنابراین در زمان بحران شهری یا تهاجم نظامی امن تر و راحت ترند. (اگر شبکه خدمات عمومی به هر دلیل مورد تهاجم قرار گیرد، ساختمان‌های خارج از شبکه آب و برق خود را از دست نمی‌دهند).
بیشتر مقاله‌های تحقیقاتی و منتشر شده پیرامون ساختمان‌سازی خودکار بر منازل مسکونی تمرکز دارند.
"در تمام نقاط استرالیا می‌توان خانه‌های رایگان (بدون پرداخت)" ساخت که بدون سیستم گرمایش/ سرمایش راحت بوده، آب و برق خودشان را تأمین می‌کنند، خودشان از شر زباله‌ها خلاص می‌شوند... این خانه‌ها را می‌توان هم‌اکنون با استفاده از روش‌های موجود ساختمان‌سازی ساخت. می‌توان یک خانه رایگان را با همان هزینه خانه معمولی ساخت. اما مساحت آن ۲۵٪ کمتر خواهد بود. “

## تاریخچه
در دهه ۱۹۷۰، گروهی از فعالان و مهندسان که خود را کیمیاگران جدید می‌نامیدند اخطارهای پیرامون گرسنگی و به پایان رسیدن منابع در آینده نزدیک را باور کردند. آن‌هاکه به دلیل تلاش‌های پژوهشی عمیق در پروژه هایشان معروف بودند، با استفاده از روش‌های ساختمان‌سازی سنتی، مجموعه‌ای از پروژه‌های «پناهگاه زیستی» را طراحی کردند که معروف‌ترین آن‌ها جامعه پناهگاه زیستی آرک در جزیره پرنس ادوارد است. آن‌ها طرح‌هایی برای همه این پناهگاه‌ها همراه با نمونه اولیه و محاسبات طراحی مشروح منتشر کردند. Ark الکتریسیته و پمپ آب بادی داشت و از نظر تهیه غذا خودکفا بود. مناطق مسکونی برای افراد، مخازن پرورش ماهی تیلاپیا (نوعی ماهی) برای پروتئین، یک گلخانه که با استفاده از آب حوضچه پرورش ماهی آبیاری می‌شد، و سیستم بازیابی فاضلاب چرخه بسته‌ای داشت که فضولات انسانی را به کود بهداشتی برای حوضچه‌های پرورش ماهی تبدیل می‌کرد. تا ژانویه ۲۰۱۰، سازمان برآمده از کیمیاگران جدید، یک پایگاه اینترنتی (وب سایت) با نام «مؤسسه کیمیاگری جدید» ایجاد نمود. PEI Ark متروکه شده و تا بحال چند بار نوسازی شده‌است.
دهه ۱۹۹۰ شاهد توسعه «سفینه‌های فضایی»، با هدفی مشابه پروژه Ark بود، که همراه با جزئیات ساخت با عنوان «فعالیت‌های اقتصادی سودمحور» در ۳ جلد توسط مایک رینولدز منتشر شد. مواد ساختمانی تایرهای خودرو پرشده با خاک است که منجر به ایجاد دیوارهایی می‌شود که توده دمایی بالایی دارند (پناهگاه زمینی را ببینید). خاکریزهای پلکانی بر سطح قرار می‌گیرند تا پایداری دمایی خانه را افزایش دهند. سیستم آب رسانی با جمع-آوری آب باران آغاز شده، که به‌منظور آشامیدن تسویه می‌شود، سپس در شستشو، آبیاری گیاهان و سپس فلاش تانک به کار می‌رود و سپس دوباره برای آبیاری گیاهان به کار می‌رود. آب‌انبارها به‌عنوانتوده‌های دمایی نصب و استفاده می‌شوند. انرژی، شامل الکتریسیته، گرما و آب گرم از انرژی خورشیدی فراهم می‌شود.
معماران دهه ۱۹۹۰ مانند ویلیام مک دونان و کن یینگ طراحی ساختمانی مسئولیت پذیر در مقابل محیط زیست را برای ساختمان‌های تجاری بزرگ مانند ساختمان‌های اداری به کار بردند، که باعث شد این ساختمان‌ها از نظر مصرف انرژی بسیار به صرفه تر باشند. یک ساختمان بانکی اصلی (شعبه مرکزی آمستردام ING) در هلند با هدف خودمختار و در عین حال هنری بودن ساخته شد.

## مزایا
هر چه یک معمار یا مهندس بیشتر درگیر معایب شبکه‌های حمل و نقل و وابستگی به منابع راه دور شود، در طراحی خود میل به داشتن عناصر خودکار بیشتری دارد. روش قدیمی خودمختاری نگران منابع امن گرما، برق، آب و غذا بود. یک مسیر تقریباً موازی به سمت خودمختاری با نگرانی برای اثرات زیست‌محیطی آغاز شده‌است که معایبی دارد.
ساختمان‌های خودمختار می‌توانند امنیت را افزایش داده و کارایی زیست‌محیطی را با استفاده از منابع در محل (مانند نور خورشید و باران) که به‌طور معمول هدر می‌روند، افزایش دهند. خودمختاری اغلب هزینه‌ها، و تأثیر شبکه‌هایی را که به ساختمان خدمت رسانی می‌کنند، را به‌طور قابل توجهی کاهش می‌دهد، زیرا خودمختار سازی ناکارآمدی‌های جمع‌آوری و انتقال منابع را دور می‌زند. سایر منابعی که تحت تأثیر قرار می‌گیرند، مانند مخازن سوخت و منابع آب محلی اغلب می‌تواند با طراحی متفکرانه با قیمت پایین به دست آید.
ساختمان‌های خودمختار معمولاً از نظر انرژی و بنابراین از نظر هزینه مقرون به‌صرفه‌اند، به این دلیل واضح که نیاز انرژی کمتر را راحت‌تر می‌توان خارج از شبکه برآورد کرد، اما آن‌ها ممکن است تولید انرژی یا روش‌های دیگر را به منظور اجتناب از بازگشت نزولی در محافظت بیش از حد جایگزین کنند.
یک ساختار خودمختار همیشه دوستدار محیط زیست نیست، هدفِ استقلال از سیستم‌های پشتیبان در راستای، اما نه یکسان با، سایر اهداف ساختمان‌سازی سبز مسئولیت پذیر در مقابل محیط زیست است. اگرچه، ساختمان‌های خودمختار نیز معمولاً از طریق استفاده از انرژی و سایر منابع تجدیدپذیر تا حدی قابلیت دوام دارند، بیشتر از میزان استفاده خود گاز گلخانه‌ای تولید نمی‌کنند، و مزایای دیگری دارند.

## معایب
ابتدا و اساساً، استقلال یک مسئله نسبی است. استقلال کامل غیرقابل دسترسی یا بسیار دشوار است. به‌عنوان مثال، حذف وابستگی به شبکه برق نسبتاً راحت است اما پرورش و تولید تمام خوراک موردنیاز پردردسرتر و زمان برتر است.
برای زندگیدر یک پناهگاه خودمختار ممکن است افراد مجبور شوند گزینه‌های سبک زندگی، رفتار شخصی و انتظارت اجتماعی خود را تغییر دهند. حتی راحت‌ترین و پیشرفته‌ترین خانه‌های خودمختار نیز نیاز به برخی تغییرات رفتاری دارند. برخی افراد به‌راحتی سازگار می‌شوند، اما سایرین این تجربه را نامطلوب، آزار دهنده، منزوی‌کننده یا حتی یک کار تمام وقت ناخواسته توصیف می‌کنند. یک ساختمان با طراحی خوب می‌تواند این مشکلات را کاهش دهد، که البته اغلب باعث کاهش خودمختاری می‌شود.
یک خانه خودمختار باید ساختمان اختصاصی (یا به‌شدتاصلاح پذیر) داشته باشد تا بتواند با اقلیم و موقعیت تطبیق یابد. روش‌های خورشیدی غیرفعال، سیستم‌های فاضلاب و سرویس بهداشتی، طراحی توده‌های دمایی، سیستم‌های باتری زیرزمینی، پنجره بندی مؤثر، و مجموعه‌ای از تاکتیک‌های دیگر نیاز به عدم رعایت برخی استانداردهای ساختمان، هزینه بیشتر، تجربه و حفاظت مداوم دارد و بر روانشناسی فضا (محیط) تأثیر می‌گذارد.
ولزیکی از افرادی است که نشان داده‌اند که زندگی خارج از شبکه می‌تواند در شرایط خاص یک گزینه سبک زندگی عملی و منطقی باشد.

## سیستم‌ها

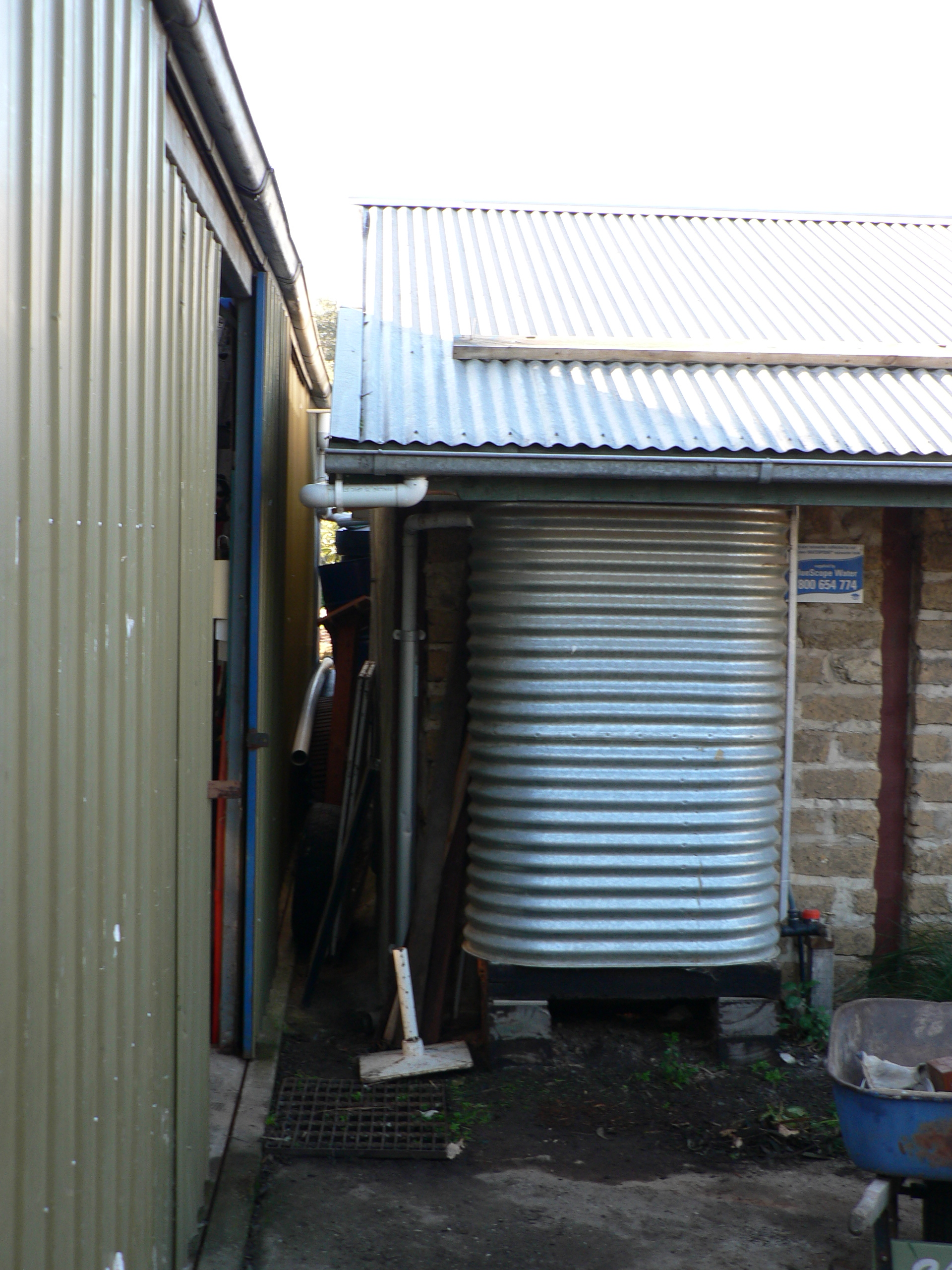
مخزن آب باران

این بخش شامل توضیحات خلاصه‌ای از روش‌ها می‌شود، تا بتوانید درکی عملی از این ساختمان‌ها داشته باشید، و شاخص‌هایی برای اطلاعات بیشتر و توضیحاتی پیرامون روش‌های مدرن ارائه می‌کند.

### آب
روش‌های بسیاری برای جمع‌آوری و ذخیره آب وجود دارد. کاهش مصرف از نظر هزینه نیز مقرون به‌صرفه است.
سیستم‌های آب تیره (آب نسبتاً تمیز پس از مصارف خانگی مانند شستن ظروف) از آب شستشوی زهکشی شده برای فلاش تانک‌ها، آب دادن به چمن‌ها و باغچه‌ها استفاده می‌کنند. این سیستم‌ها می‌توانند مصرف آب بیشتر ساختمان‌های مسکونی را به نصف برسانند، اگرچه، نیاز به خرید یک منبع، پمپ فشار آب تیره و لوله کشی مجدد دارند. برخی سازندگان ادرارگاه بدون آب و حتی توالت‌های کمپوست ساز نصب می‌کنند که مصرف آب در دورریز فاضلاب را کاملاً حذف می‌کند.
راه حل قدیمی با حداقل تغییر سبک زندگی استفاده از چاه است. چاه پس از حفر نیاز به برق دائمی و زیاد دارد. اگرچه، چاه‌های پیشرفته می‌توانند نسبت به مدل‌های قدیمی تر مصرف آب را دو برابر یا بیشتر کاهش دهند. آب چاه می‌تواند در برخی مناطق آلوده شود. فیلتر ارسنیک صوتی، آرسنیک غیرسلامت را در آب چاه حذف می‌کند. اگرچه، حفر چاه با به پایان رسیدن منابع آبی در برخی مناطق، یک فعالیت غیرقطعی است؛ و می‌تواند پرهزینه باشد.
در مناطقی با بارش کافی، اغلب اقتصادی تر است که طراحی ساختمان در جهت استفاده از آب باران، همراه با تجهیزات تأمین آب در زمان خشکسالی باشد. آب باران آب مناسب براش شستشو را فراهم می‌کند، اما برای مصارف آب آشامیدنی نیاز به تصفیه آنتی باکتریال، مکمل‌های معدنی یا معدنی سازی دارد.
بیشتر اقلیم‌های گرم و بیابانی حداقل ۲۵۰ میلی‌متر (۸/۹ اینچ) باران در سال دارند؛ بنابراین یک خانه یک طبقه معمول با سیستم آب تیره می‌تواند نیاز آبی سالانه خود را فقط با جمع‌آوری آب از سقف تأمین کند. در خشک‌ترین مناطق، ممکن است نیاز به یک آب‌انبار به حجم ۳۰ مترمکعب (۷۹۰۰ گالن آمریکایی) داشته باشیم. بسیاری مناطق به‌طور متوسط ۱۳ میلی‌متر (۵۱/۰ اینچ) باران در هر هفته دارند و می‌توانند از یک آب‌انبار ۱۰ متر مکعبی (۲۶۰۰ گالن آمریکا) استفاده کنند.
در بسیاری مناطق، به‌سختی می‌توان پشت بام را آنقدر تمیز نگاه داشت که آب آن برای آشامیدن مناسب باشد. برای کاهش خاک و طعم نامناسب، سیستم‌ها از یک پشت بام فلزی و یک مخزن «تمیز‌کننده» استفاده می-کنند که ۴۰ لیتر اول را جمع‌آوری می‌کند. آب آب‌انبار معمولاً کلرزنی می‌شود؛ اگرچه سیستم اسمز معکوس آب آشامیدنی با کیفیت بسیار بهتر فراهم می‌کند.
آب‌انبارهای مدرن معمولاً مخازن پلاستیکی بزرگ هستند. مخازن جاذبه بر برج‌های کوتاه مناسب است، بنابراین تعمیرات پمپ چندان ضروری نیست. کم هزینه‌ترین مدل آب‌انبار یک استخر حصار کشی شده یا مخزن آب هم سطح زمین است.
کاهش خودمختاری اندازه و هزینه آب‌انبارها را کاهش می‌دهد. بسیاری خانه‌های خودمختار می‌توانند مصرف آب را به کمتر از ۱۰ گالن آمریکا (۳۸ لیتر) به ازای هر نفر در روز کاهش دهند؛ و بنابراین در زمان خشکسالی مصرف یک ماه آب خانه را می‌توان با قیمت مناسب توسط کامیون دریافت کرد. اغلب آب رسانی توسط خود صاحبخانه، توسط نصب مخازن آب پارچه‌ای که بر بستر یک کامیون باری نصب می‌شوند، ممکن است.
استفاده از آب‌انباربه‌عنوانجاذب گرما یا خنک‌کننده پمپ دما یا سیستم تهویه مطلوب نیز ممکن است. اگرچه این روش آب آشامیدنی را گرم می‌کند، و در سال‌های خشک‌تر می‌تواند کارایی سیستم HVAC را کاهش دهد.
صفحات خورشیدی می‌توانند آب آشامیدنی را از آب آب‌انبار یا آب راکد آبراه‌ها تولید کنند، به‌خصوص با استفاده از طراحی‌های رطوبت افزایی با اثرات چندگانه و کارایی بالا که بخار سازها و میعان گرها را جدا می‌کند.
فناوری‌های جدید مانند اسمز معکوس می‌تواند مقدار نامحدودی آب خالص از آب آلوده، آب اقیانوس و حتی بخار آب تولید کند. آب سازهایی برای قایق‌های بادی وجود دارد که آب دریا و الکتریسیته را به آب آشامیدنی و آب شور تبدیل می‌کنند. تولیدکنندگان آب از جو، رطوبت را از هوای خشک صحرا گرفته و به آب خالص تبدیل می‌کنند.

#### زباله
مدیریت فاضلاب برای سلامت عمومی ضروری است. بسیاری بیماری‌ها توسط سیستم‌های فاضلاب با کارکرد ضعیف منتقل می‌شوند.
سیستم استاندارد یک حوزه صافی کاشی شده با مخزن گنداب است که ایده اساسی در آن، فراهم کردن سیستم کوچکی با مدیریت فاضلاب داخلی است. لجن در کف مخزن گنداب ته‌نشین شده، تا حدی توسط تجزیهٔ هوازی کاهش می‌یابد، و سیال در حوزه صافی پراکنده می‌شود. حوزه کاشی کاری شده معمولاً زیر چمن در حال رشد حیاط نصب شده‌است. مخازن گنداب می‌توانند کاملاً توسط جاذبه کار کنند، و اگر به‌خوبی اداره شوند؛ امنیت بالایی دارند. مخازن گنداب باید به‌طور دوره‌ای توسط یک تانکر تخلیه فاضلاب تخلیه شوند تا جامدات باقی‌مانده از بین برود. تخلیه نکردن مخزن گنداب می‌تواند باعث سرریز شود که به حوزه سنگفرش آسیب می‌زند، و آب زمین را آلوده می‌کند. مخازن گنداب نیز ممکن است نیاز به تغییرات سبک زندگی مانند استفاده نکردن از سطل آشغال، به حداقل رساندن مایعات ورودی به درون مخزن و به حداقل رساندن جامدات غیرقابل تجزیه ورودی به مخزن داشته باشند. مثلاً استفاده از دستمال توالت ایمن برای گنداب پیشنهاد می‌شود.
اگرچه، مخازن گنداب همچنان متداولند زیرا امکان تثبیت لوله کشی استاندارد را فراهم آورده و نیاز چندانی به قربانی کردن سبک زندگی ندارند.
توالت‌های فشرده ساز یا کمپوست ساز دورریز فاضلاب را به‌عنوان بخشی از سرویس جمع‌آوری زباله معمول، اقتصادی و بهداشتی ساخته، مصرف آب را به نصف کاهش می‌دهند، و دشواری‌ها و هزینه مخازن گنداب را حذف می‌کنند. اگرچه، برای استفاده از آن‌ها حوزه آبریز محلی باید از عملیات بهداشتی استفاده کنند.
سیستم‌های زباله سوزی کاملاً عملی هستند. خاکسترها از نظر زیستی امن بوده و حجمی کمتر از ۱/۱۰ حجم فضولات اصلی دارند، اما مانند همه فضولات کوره زباله سوزی به‌عنوان فضولات خطرناک رده‌بندی می‌شوند.
برخی از قدیمی‌ترین سیستم‌های فاضلاب شامل توالت‌های چاهک دار، توالت نظامی و توالت‌های خارج از خانه می‌شود که هنوز در بسیاری کشورهای در حال توسعه به کار می‌روند.

### زهکش طوفان
سیستم‌های زهکشی مصالحه‌ای حیاتی بین یک آبخیز پایدار و امن و قابلیت سکنای انسان هستند. سنگفرش‌ها، چمنزارها و محوطه‌های پرگیاه اجازه نفوذ آب بارشی به زمین برای پر شدن مجدد منابع آبی را نمی‌دهند و ممکن است باعث سر رفتن آب و آسیب به همسایه‌ها شوند، زیرا آب در سطح شیب دار به سمت نقاط پست‌تر حرکت می‌کند.
معمولاً شبکه‌های با اهمیت و پرزحمت دفع طوفان طوری مهندسی شده‌اند که با آب طوفان سرو کار داشته باشند. در برخی شهرها مانند لندن عهد ویکتوریایی یا بیشتر شهر تورنتو، سیستم آب طوفان باسیستم فاضلاببهداشتی ترکیب شده‌است. در زمان بارش سنگین، بار نیروگاه فاضلاب در انتهای لوله بسیار زیاد و خارج از کنترل می‌شود، بنابراین فاضلاب خام به مخازن نگهداری وارد شده یا گاهی وارد آب‌های سطحی می‌شود.
خانه‌های خودمختار به روش‌های مختلف از بارش استفاده می‌کنند:
اگر محوطه جذب آب هر حیاط با خیابان‌های بتنی نفوذپذیر ترکیب شده باشد، زهکش‌های طوفان را می‌توان از سطح محله جمع‌آوری کرد که منجر به صرفه جویی بیش از ۸۰۰ دلار به ازای هر خانه (در دهه ۱۹۷۰) می‌شود. یک راه برای استفاده از درآمد کل صرفه جویی، ذخایر خریدن محوطه‌های بزرگ‌تر است که امکان راحتی بیشتر با همان هزینه را می‌دهد. بتن قابل نفوذ یک محصول تثبیت شده برای اقلیم‌های گرم و در حال توسعه برای اقلیم‌های یخبندان است. در اقلیم‌های یخبندان، حذف زهکش طوفان اغلب می‌تواند هزینه لازم برای خرید زمین به‌منظور ساخت محوطه نفوذ (آب راهه‌های جمع‌آوری آب سطحی) یا خاکریزهای مانع آب را فراهم کند. این طرح زمین بیشتری برای صاحب خانه‌ها فراهم می‌کند و می‌تواند نقشه منظره جالب‌تری را عرضه کند.
بام سبز بارش را جذب کرده و از آب آن برای رشد گیاهان استفاده می‌کند. چنین بامی می‌تواند برای خانه‌های جدید ساخته شده یا جایگزین بام قدیمی خانه‌های کنونی شود.

### الکتریسیته
اطلاعات بیشتر: ریزتولید
اطلاعات بیشتر: خروجی صفر
از آنجا که الکتریسیته هزینه بالایی دارد، اولین گام برای صرفه جویی، طراحی خانه و سبک زندگی در جهت کاهش تقاضا است. لامپ فلورسنت، لپ‌تاپ و یخچال گازی در مصرف الکتریسیته صرفه جویی می‌کنند. اگرچه یخچال گازی کارایی چندانی ندارد. یخچال‌های برقی با کارایی بسیار بالا نیز وجود دارند، مانند یخچال‌های شرکت Sun Frost، که برخی از آن‌ها تنها معادل نصف یخچال‌های موجود در بازار الکتریسیته مصرف می‌کنند.
با استفاده از یک بام خورشیدی، سلول‌های خورشیدی می‌توانند انرژی برق تولید کنند. بام‌های خورشیدی می‌توانند از نظر هزینه بسیار به‌صرفه‌تر از انرژی خورشیدی باشند، چون خانه‌ها به هر حال احتیاج به بام دارند. سلول-های خورشیدی مدرن حدود ۴۰ سال عمر می‌کنند که باعث می‌شود در برخی مناطق سرمایه‌گذاری ارزشمندی محسوب شوند. اگر صفحات خورشیدی با زاویه مناسب نصب شوند، بارش باران می‌تواند آن‌ها را تمیز کند و بنابراین تقریباً هیچ تأثیر بر سبک زندگی ندارند.
در مناطقی که آفتاب کم است می‌توان از باد استفاده کرد. برای تولید برق، یک خانه خودمختار با اندازه متوسط تنها به یک ژنراتور بادی کوچک به قطر ۵ متر یا کمتر احتیاج داردکه اگر بر یک برج به ارتفاع ۳۰ متری نصب شود توربین آن می‌تواند برق کافی برای پشتیبانی از انرژی خورشیدی در روزهای ابری را فراهم کند. توربین‌های بادی اقتصادی در دسترس از جمله ژنراتورهای AC با یک جزء متحرک درزگیری شده و تیغه-های ایستایself-feathering استفاده می‌کنند که می‌تواند بدون نیاز به سرویس تا سال‌ها کار کند.
بیشترین مزیت برق بادی این است که در توربین‌های بادی بزرگ‌تر هزینه هر وات کمتر از سلول‌های خورشیدی است، البته به شرطی که باد بوزد؛ اگرچه، موقعیت نیزمهم است. درست همان‌طور که برخی مناطق تابش آفتاب کافی برای سلول‌های خورشیدی ندارند، برخی مناطق نیز باد کافی برای نصب یک توربین با هزینه مناسب ندارند. در دشت‌های بزرگ ایالات متحده یک توربین ۱۰ متری می‌تواند انرژی کافی برای گرم کردن و سرد کردن یک خانه کاملاً الکتریکی خوش ساخت را تأمین کند. استفاده اقتصادی در سایر مناطق نیاز به مطالعه و احتمالاً بررسی میدانی دارد.
در زمان پایین بودن تقاضا، برق اضافی را می‌توان برای آینده در باتری ذخیره کرد. اگرچه، باتری‌ها باید هر چند سال یکبار تعویض شوند. در بسیاری مناطق، با اتصال ساختمان به شبکه برق و راه اندازی سیستم برق با کنتور ویژه(net metering/ سیستمی که به صاحبان خانه‌های با برق خورشیدی اجازه می‌دهد فقط در ازای مصرف برق شهری خود هزینه پرداخت کنند)، می‌توان هزینه باتری را حذف کرد. نیاز به مجوز تجهیزات است، اما چنین تولید اشتراکی در برخی مناطق (مثلاً کالیفرنیا) از نظر قانونی به دستور دادگاه بستگی دارد.
یک ساختمان مبتنی بر شبکه خودمختاری کمتری دارد، اما اقتصادی تر و پایدارتر است و نیاز به تغییرات سبک زندگی کمتری دارد. در مناطق شهری می‌توان هزینه و تأثیرات شبکه را با استفاده سیستم‌های برگشت زمینی تک سیم (مانند سیستم MALT) کاهش دارد. در مناطقی که به شبکه دسترسی ندارند، با کمک ژنراتوری برای شارژ مجدد باتری‌ها در طولانی مدت یا شرایط بی برقی، می‌توان سایز باتری را کاهش داد. ژنراتورهای کمکی معمولاً با پروپان، گاز طبیعی، یا سوخت دیزلی کار می‌کنند. یک ساعت شارژ برای یک روز کار کردن کافی است. شارژهای مسکونی جدید به کاربر اجازه می‌دهند زمان شارژ شدن را تنظیم کند؛ بنابراین ژنراتور در شب بی صدا خواهد بود. برخی ژنراتورها یکبار در هفته به‌طور خودکار خودشان را تست می‌کنند.
پیشرفت‌های اخیر در یاتاقان‌های مغناطیس استاتیک پایدار ممکن است روزی امکان ذخیره ارزان قیمت برق در یک چرخ طیار در خلأ را فراهم آورند. گروه‌هایی با پشتیبانی مالی خوب مانند سیستم‌های Canada’s Ballard Power نیز بر توسعه یک سلول سوختی باز مولد، ابزاری که می‌تواند در زمان وجود برق اکسیژن و هیدروژن تولید کرده و در زمان نیاز به برق آن‌ها را به‌خوبی ترکیب کند؛ کار می‌کنند.
باتری‌های زمینی جریان‌های الکتریکی را در زمین جاری می‌کنند که جریان تلوریک (زمینی) خوانده می‌شود. باتری‌ها را می‌توان در هر جایی در زمین نصب کرد. این باتری‌ها تنها ولتاژ و جریان پایین تولید می‌کنند و از دهه ۱۹ به‌عنوان منبع توان شبکه تلگراف به کار می‌رفتند. با افزایش کارایی تجهیزات ممکن است این باتری‌ها به‌عنوان راه‌حلی عملی مطرح شوند.
سلول‌های سوخت میکروبی در نهایت امکان تولید الکتریسیته از بیومس (زیست توده) را می‌دهند. گیاهان را می‌توان درو کرد و به‌طور کامل تبدل کرد، یا آن‌ها را زنده نگاه داشت تا شیرهاضافی گیاه بتواند توسط باکتری تبدیل شود.

### گرمایش
بیشتر ساختمان‌های خودمختار طوری طراحی شده‌اند که از عایق بندی، توده دمایی و گرمایش و سرمایش خورشیدی ایستا استفاده کنند. مثال‌هایی از این روش‌ها دیوارهای جذب انرژی خورشیدی و سایر فناوری‌ها مانند نورگیر هستند.
گرمایش خورشیدی ایستا می‌تواند بیشتر ساختمان‌ها حتی در سردترین اقلیم‌ها را گرم کند. در اقلیم‌های سردتر، هزینه ساخت و ساز اضافی ۱۵٪ بیشتر از ساخت و ساز یک ساختمان سنتی جدید است. در اقلیم‌های گرم که کمتر از دو هفته شب یخبندان در سال دارند، همین اختلاف قیمت هم وجود ندارد.
نیاز اساسی این سیستم این است که جمع‌کنندگان انرژی خورشیدی به سمت جهت تابش آفتاب غالب (در نیمکره شمالی به سمت جنوب و در نیمکره جنوبی به سمت شمال) تنظیم شوند، و ساختمان باید توده دمایی را به جریان بیندازد تا آن را در شب گرم نگه دارد.
یک سیستم گرمایش خورشیدی تا حدی تجربی جدید «گرمایش زمین خورشیدی سالانه» حتی در مناطقی که در زمستان ساعات تابش بسیار کم است با تابشی وجود ندارد عملی است. این سیستم از زمین زیر ساختمان به عنوان توده دمایی استفاده می‌کند. بارش می‌تواند گرما را انتقال دهد، بنابراین از زمین با لایه عایقی به ضخامت ۶ متر محافظت می‌شود. توده دمایی این سیستم به اندازه کافی ارزان قیمت و بزرگ است که بتواند گرمای تابستان را برای کل زمستان حفظ کند و در تابستان خانه را با استفاده از سرمای ذخیره شده در زمستان خنک کند.
در این سیستم‌ها، جمع‌کننده انرژی خورشیدی اغلب جدا (و گرم تر یا سردتر) از محیط زندگی است. ساختمان ممکن است واقعاً از عایق، مثلاً سازه‌های گونی کاهی ساخته شده باشند. برخی ساختمان‌ها طراحی ایرودینامیک دارند تا همرفت در داکت‌ها و فضاهای داخلی نیاز به فن الکتریکی را از بین ببرد.
یک طراحی «خورشیدی روزانه» معتدل‌تر وعملی‌تر است. مثلاً با افزایش ۱۵٪ هزینه‌های ساختمان، نظام نامه ساختمانی Passivhause در اروپا از پنجره‌های عایق بندی شده با کارایی بالا، عایق R-30، تهویه HRV و یک توده دمایی کوچک استفاده می‌کند.
با تغییرات ملایم در موقعیت ساختمان، پنجره‌های جدید عایق بندی شده با آرگون یا کریپتون که شبیه پنجره‌های معمولی به نظر می‌رسند می‌توانند بدون کاهش مقاومت یا عایق بودن سازه، گرمای خورشیدی ایستا فراهم کنند. اگر یک گرم‌کننده کوچک برای شب‌های بسیار سرد در دسترس باشد، یک مخزن از ورقه فلزی یا یک سرداب می‌تواند با هزینه پایین توده دمایی موردنظر را فراهم کند. نظام نامه‌های ساختمانی Passivhaus به‌طور خاص کیفیت هوای داخلی بسیار خوبی را فراهم می‌کند، زیرا هوای ساختمان چند بار در ساعت تغییر می‌کند، و یک تبادل‌کننده گرما به کار می‌رود تا گرما درون خانه بماند.
در همه سیستم‌ها، یک گرم‌کننده تکمیلی کوچک امنیت شخصی را افزایش داده و تأثیرات سبک زندگی را به ازای کاهش اندک خودمختاری، کاهش می‌دهد. دو تا از متداول‌ترین گرم‌کننده‌ها برای خانه‌های با کارایی بسیار بالا یک پمپ گرمایی کوچک که تهویه هوا را نیز انجام می‌دهد، یا یک گرم‌کننده هوای هیدرونیک مرکزی (رادیاتور) با باز چرخش آب از گرم‌کننده است. طراحی‌های Passivhaus معمولاً گرم‌کننده را با سیستم تهویه ترکیب می‌کند.
بادشکن‌ها و پناهگاه زمینی نیز می‌تواند مقدار مطلق گرمای مورد نیاز ساختمان را کاهش دهد. چند فوت زیر زمین، دما از ۴ درجه سلسیوس (۳۹ درجه فارنهایت) در داکوتای شمالی تا ۲۶ درجه سلسیوس (۷۹ درجه فارنهایت) در فلوریدای جنوبی متغیر است. باد شکن‌ها میزان گرمای انتقالی از ساختمان را کاهش می‌دهند.
ساختمان‌های گرد آئرودینامیک نیز گرما را تا حدی هدر می‌دهند.
تعداد روزافزونی از ساختمان‌های اقتصادی، از چرخه‌ای ترکیبی اشتراکی برای تولید گرما، اغلب گرم کردن آب، از خروجی یک موتور متناوب گاز طبیعی، توربین‌های گازی یا ژنراتور الکتریکی استرلینگ استفاده می‌کنند.
خانه‌هایی که به‌منظور تطابق با تداخلات سرویس‌های شهری طراحی شده‌اند، معمولاً به‌جز سایر مکانیسم‌های گرمایش یک اجاق چوبی، یا برق و گرما از سوخت دیزلی یا کپسول گاز نیز دارند.
گرم‌کننده‌های الکتریکی و اجاق‌های الکتریکی می‌توانند گرمای بدون آلودگی (بسته به منبع توان) فراهم کنند، اما به الکتریسیته زیادی احتیاج دارند. اگر میزان الکتریسیته کافی توسط صفحات خورشیدی، توربین بادی یا وسایل دیگر فراهم شود، گرم‌کننده‌ها و اجاق‌های الکتریکی طرح‌های خودمختار عملی خواهند بود.